# Plaiul Fagului
Rezervația științifică „Plaiul Fagului” este o arie protejată amplasată în raionul Ungheni, în apropiere de satul Rădenii Vechi, din Republica Moldova.

## Descriere

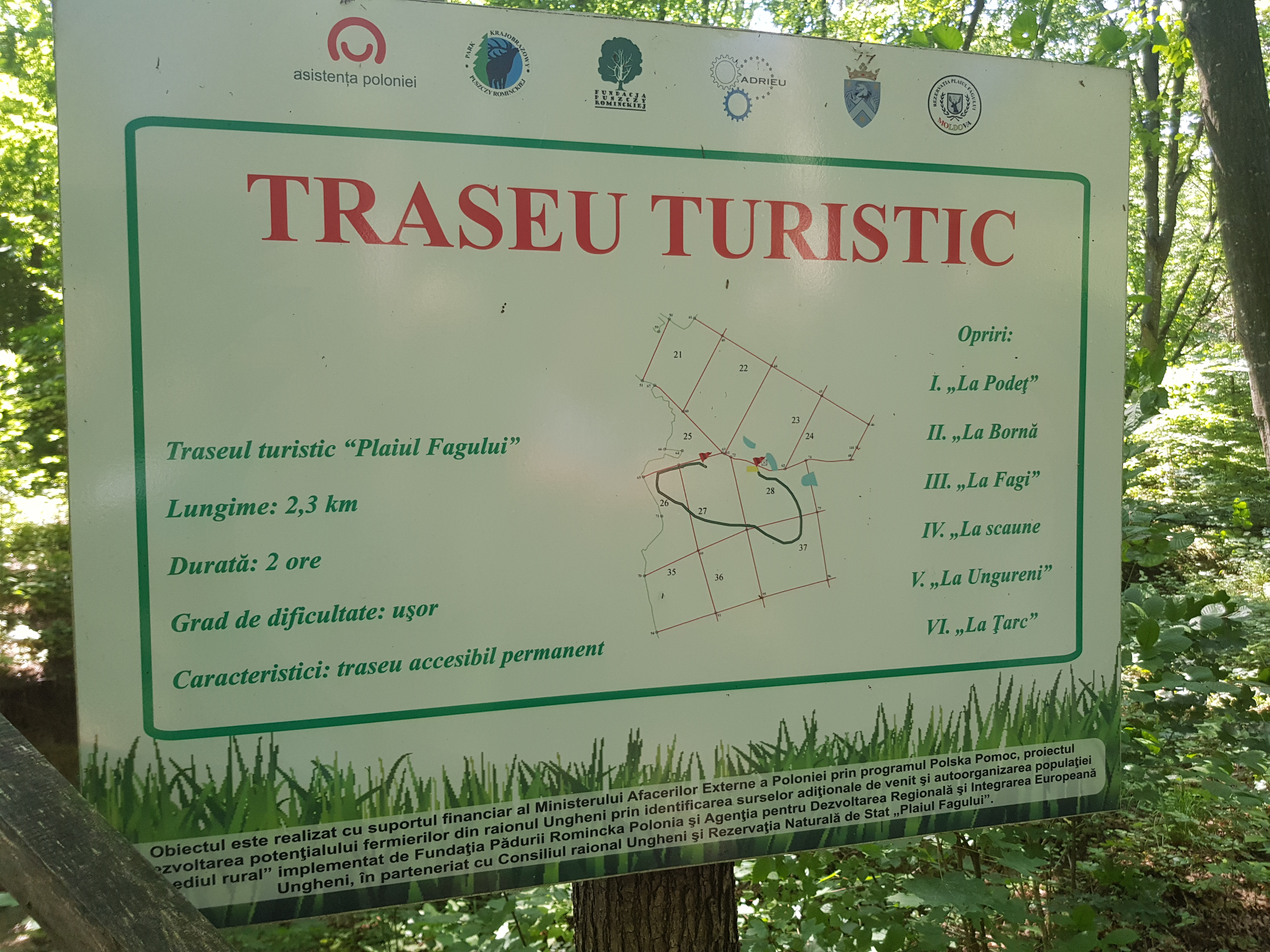
Traseu turistic din rezervație.

Rezervația a fost fondată în 1992 și are o suprafață de 5642 ha, reprezentând o zonă cu rol de protecție pentru un ecosistem reprezentativ din punct de vedere silvic.
Cele mai răspândite specii de plante arboricole sunt: gorunul – ocupă circa 31 % din suprafața împădurită, frasinul - cca 21 %, carpenul – cca 19 %. Deși are o pondere de numai 5%, fagul este cel mai răspândit anume în această rezervația, comparativ cu restul teritoriu al țării.

## Floră
S-a constatat că componentă floristică din cadrul teritoriului acestei rezervații este unicala.
Pe teritoriul rezervației se întâlnesc cca 900 specii de plante, dintre care plantele vasculare alcătuiesc cca 640 specii, lichenii – cca 50 specii și alte specii. Din numărul total de specii floristice 77 au devenit rare, alcătuind aproximativ 33 % din speciile rare de flora spontană a Republicii Moldova. Preponderent în aceasta rezervație cresc astfel de specii că mălinul, pana zburătorului, perișorul, ferigile și altele. Făgetele, care sunt cel mai mult răspândite aici, comparativ cu restul teritoriului republicii, alcătuiesc cca 260 ha sau 5 % din teritoriul rezervației. Sectoarele cu stejar ocupă cca 230 ha sau aproximativ 4 % din teritoriu.

## Faună
Aria naturală este interesantă și atractivă din punct de vedere al complexului faunistic, adăpostind și asigurând condiții de viețuire și hrană pentru mai multe specii de mamifere, păsări și insecte (complexul entomofaunei este bine reprezentat în lunca văii Bîcului), dintre care: cerb (Cervus elaphus), cerb pătat, cerb lopătar (Dama dama), mistreț (Sus scrofa), jder de pădure (Martes), pisică sălbatică (Felis silvestris), bursuc (Meles meles), hermelină (Mustela frenata), veveriță (Sciurus carolinensis), specii de lilieci, buhă mare (Bubo bubo) sau cucuvea (Athene noctua). .
Rezervația reprezintă în fond un depozit natural al unui număr substanțial de specii de plante și animale care au un regim strict de protecție.
De pe teritoriul rezervației izvorăște râul Bîc, în bazinul căruia se află și capitala Chișinău.

## Galerie de imagini

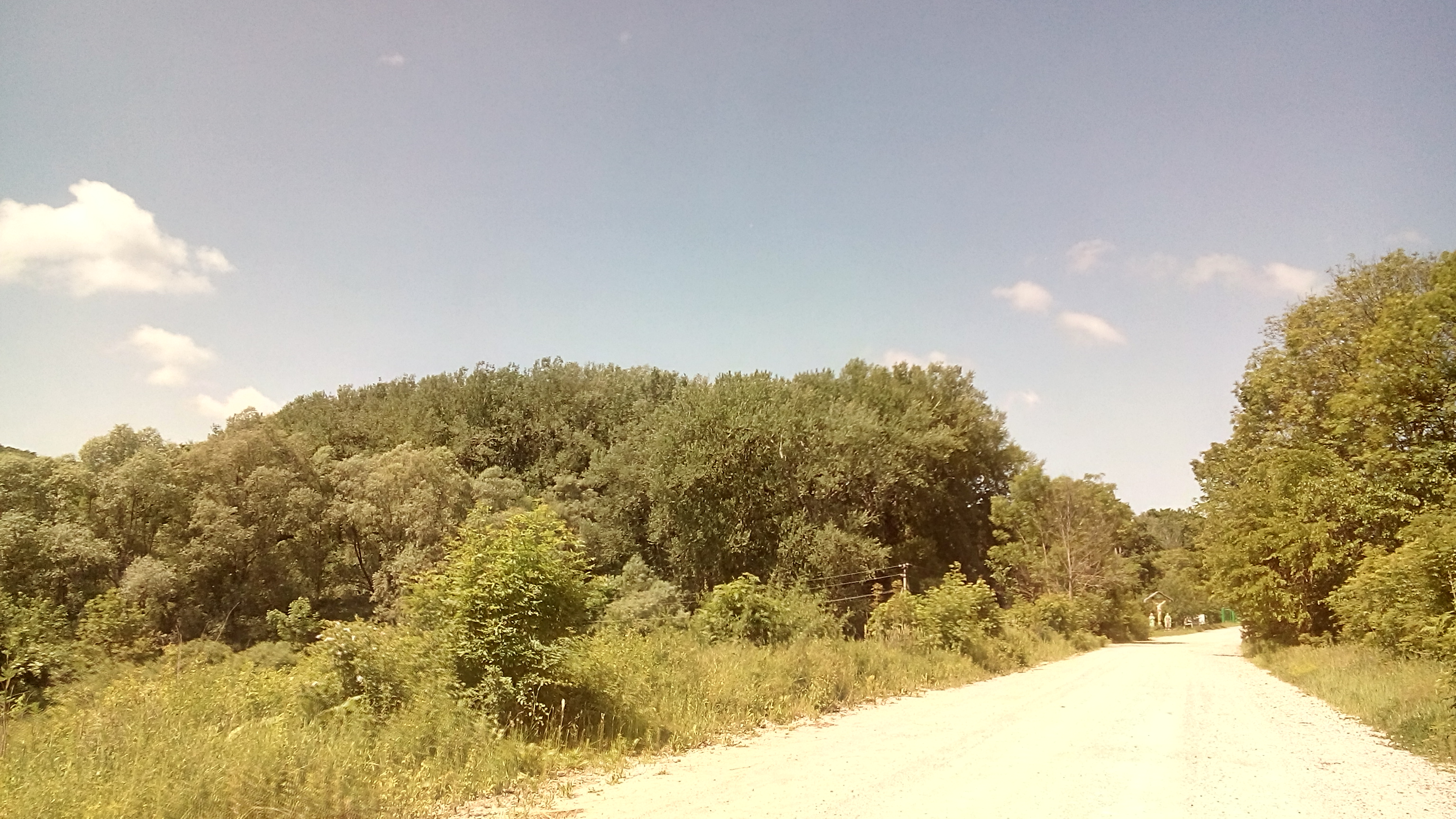
Drumul de acces dinspre Bahmut
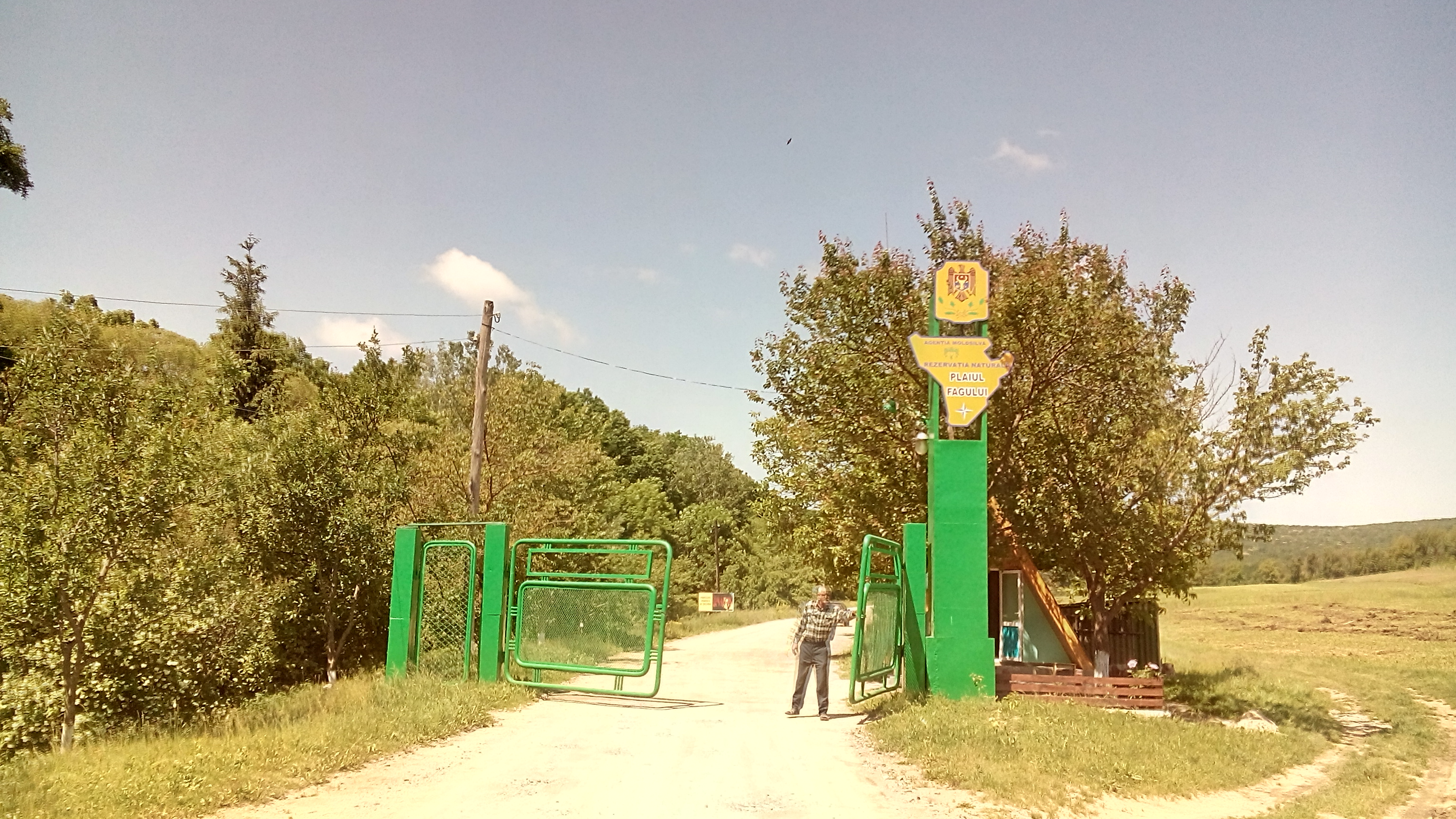
Intrarea dinspre Bahmut
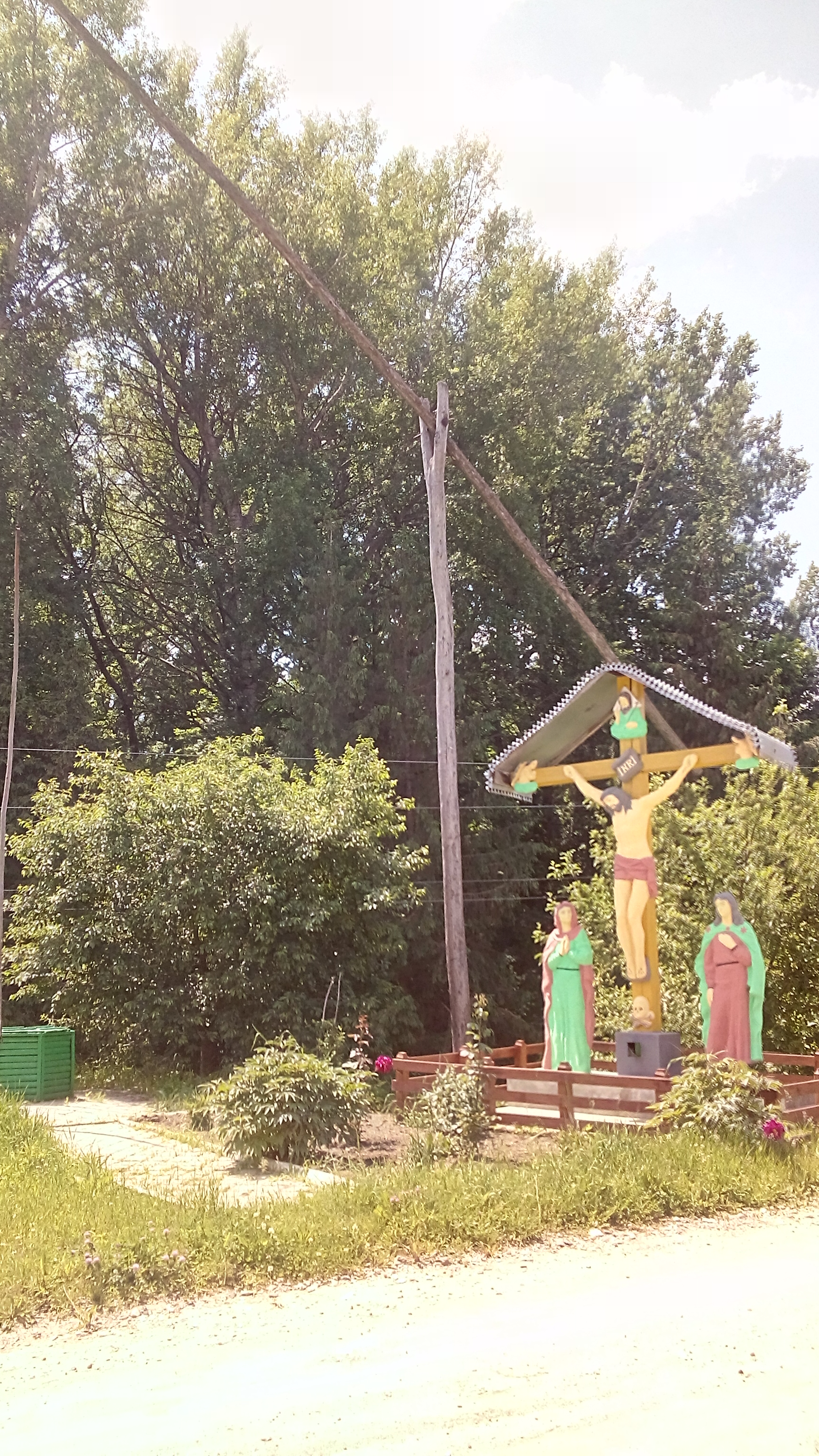
Cumpănă și răscruce la intrare
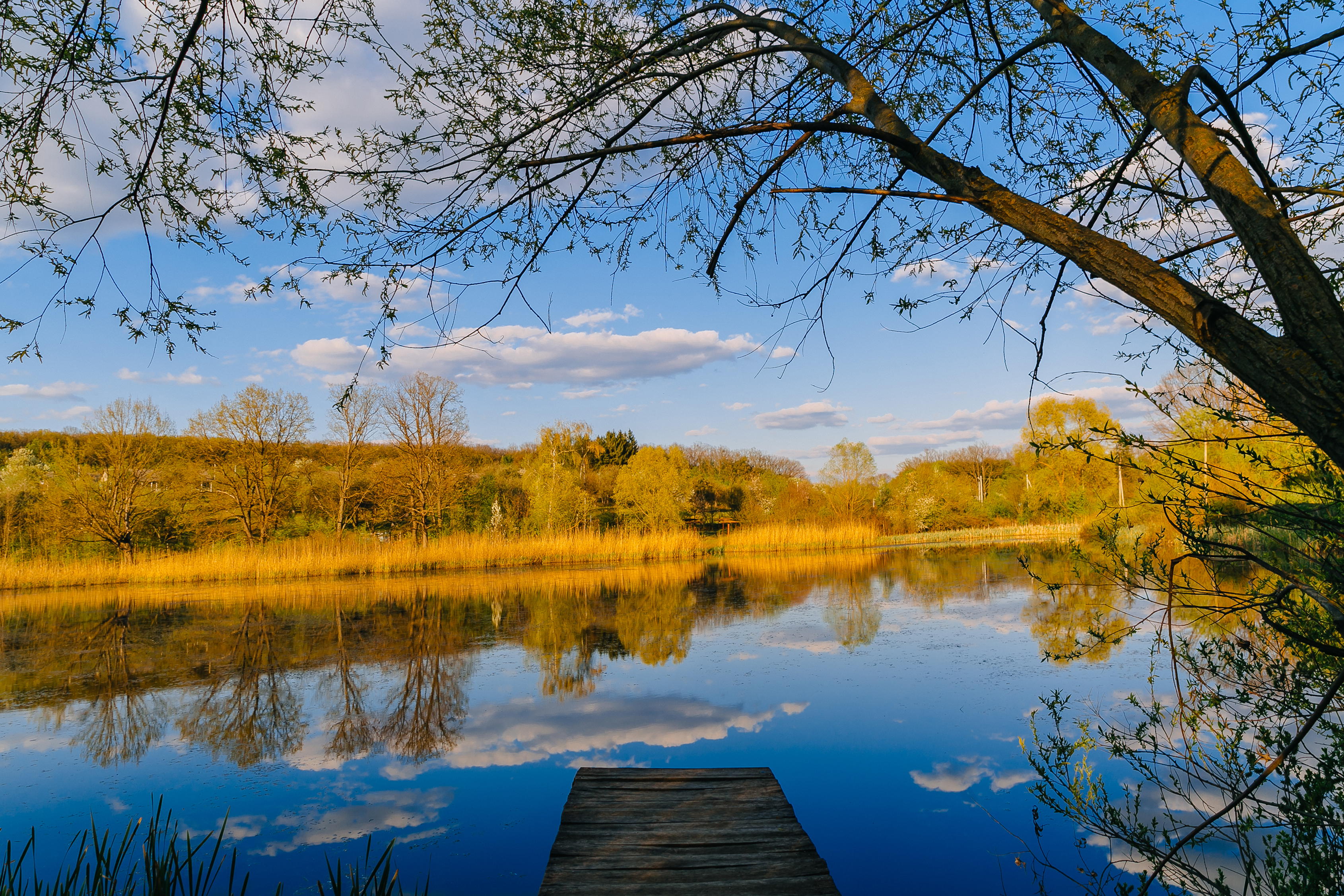
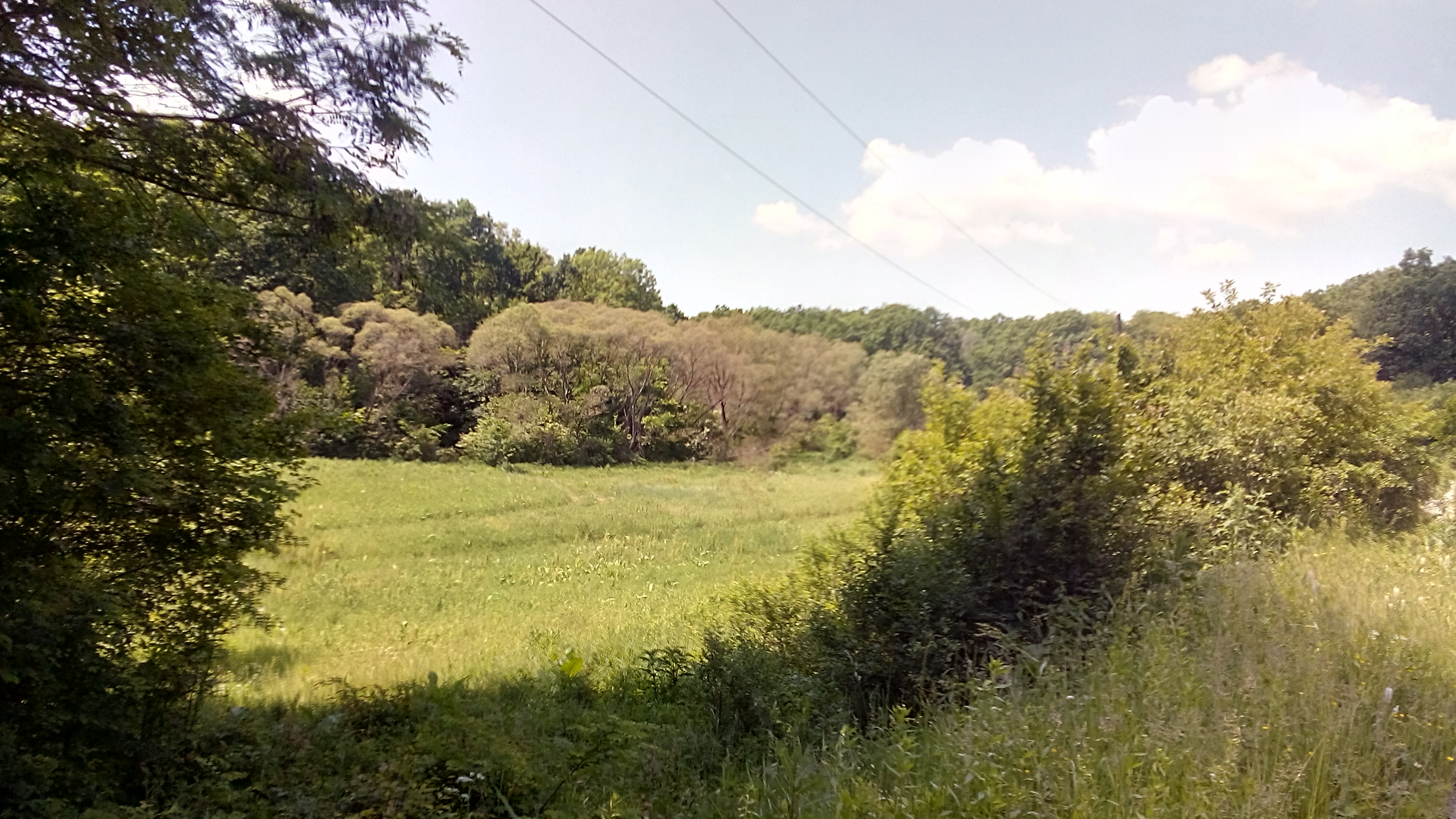
Luncă
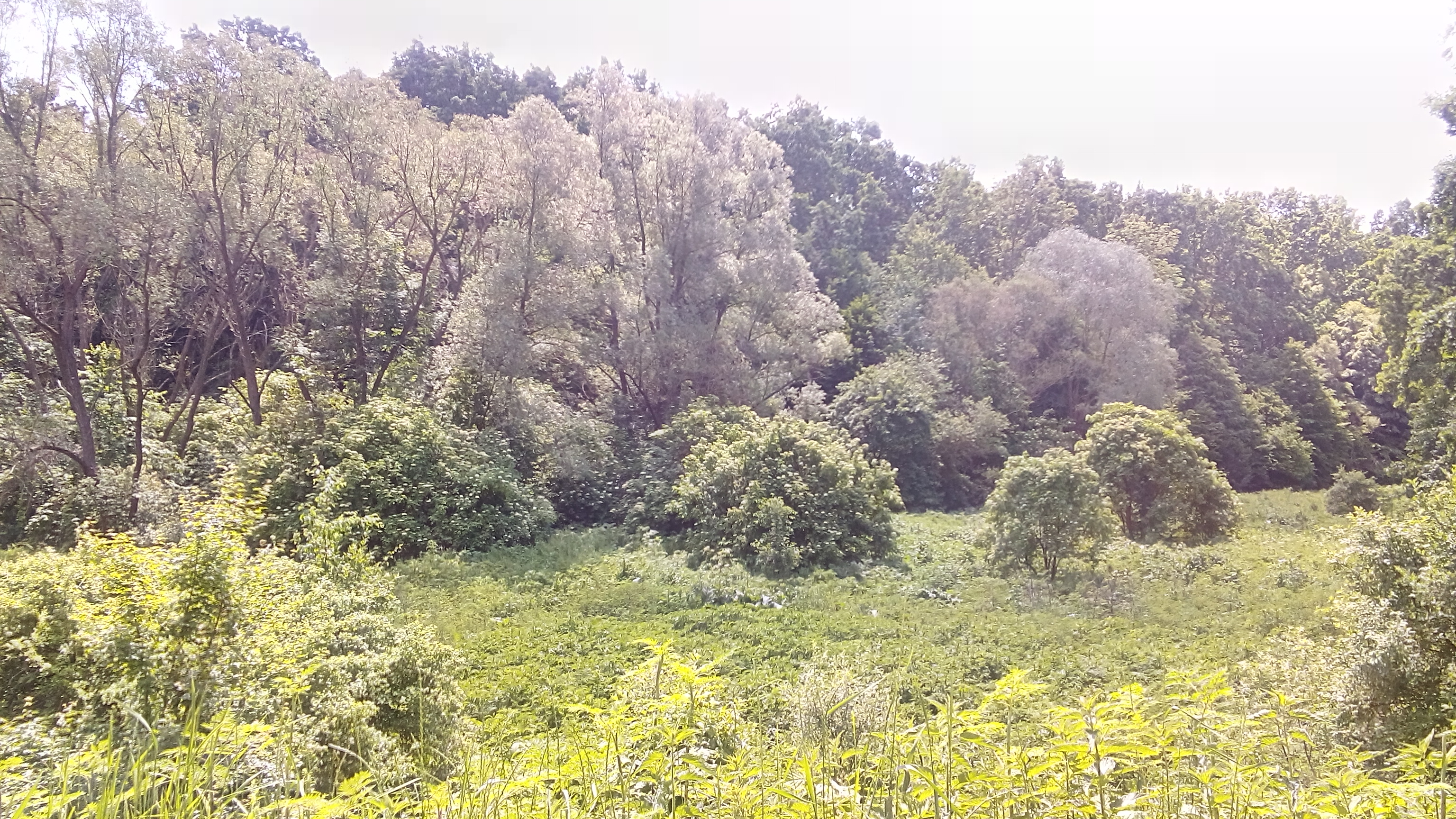
Copaci în luncă
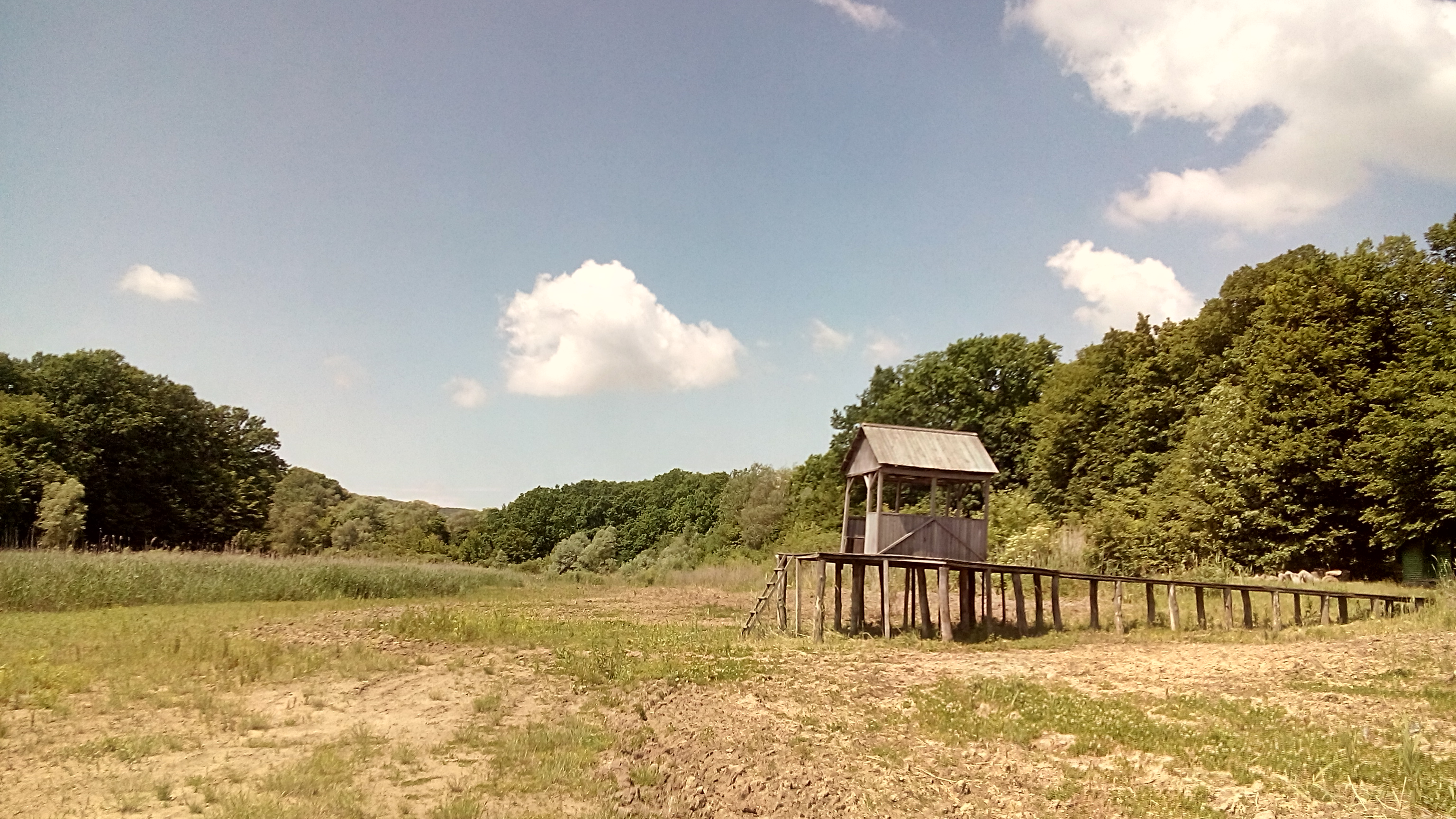
Plajă amenajată
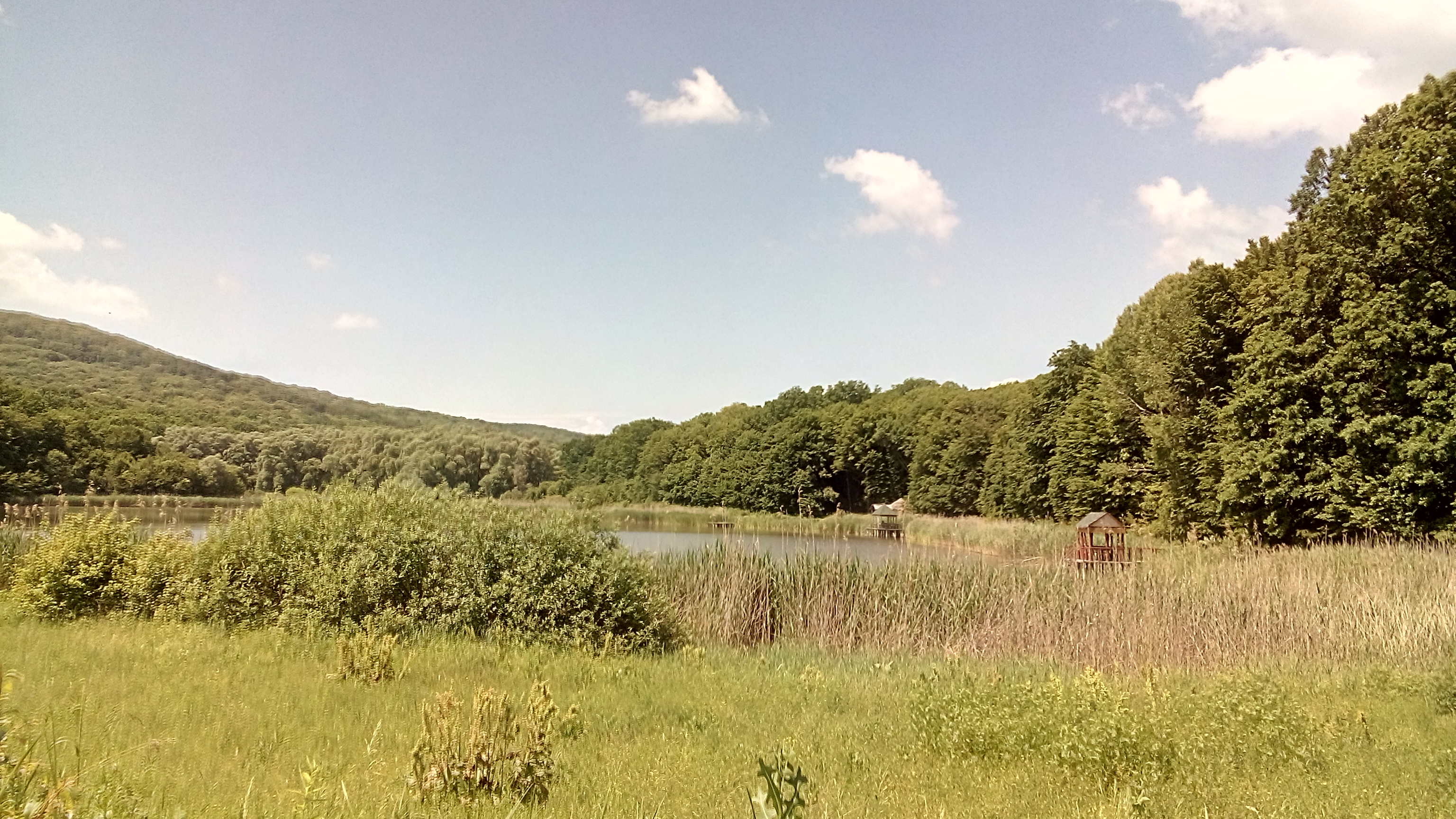
Lacul din mijloc
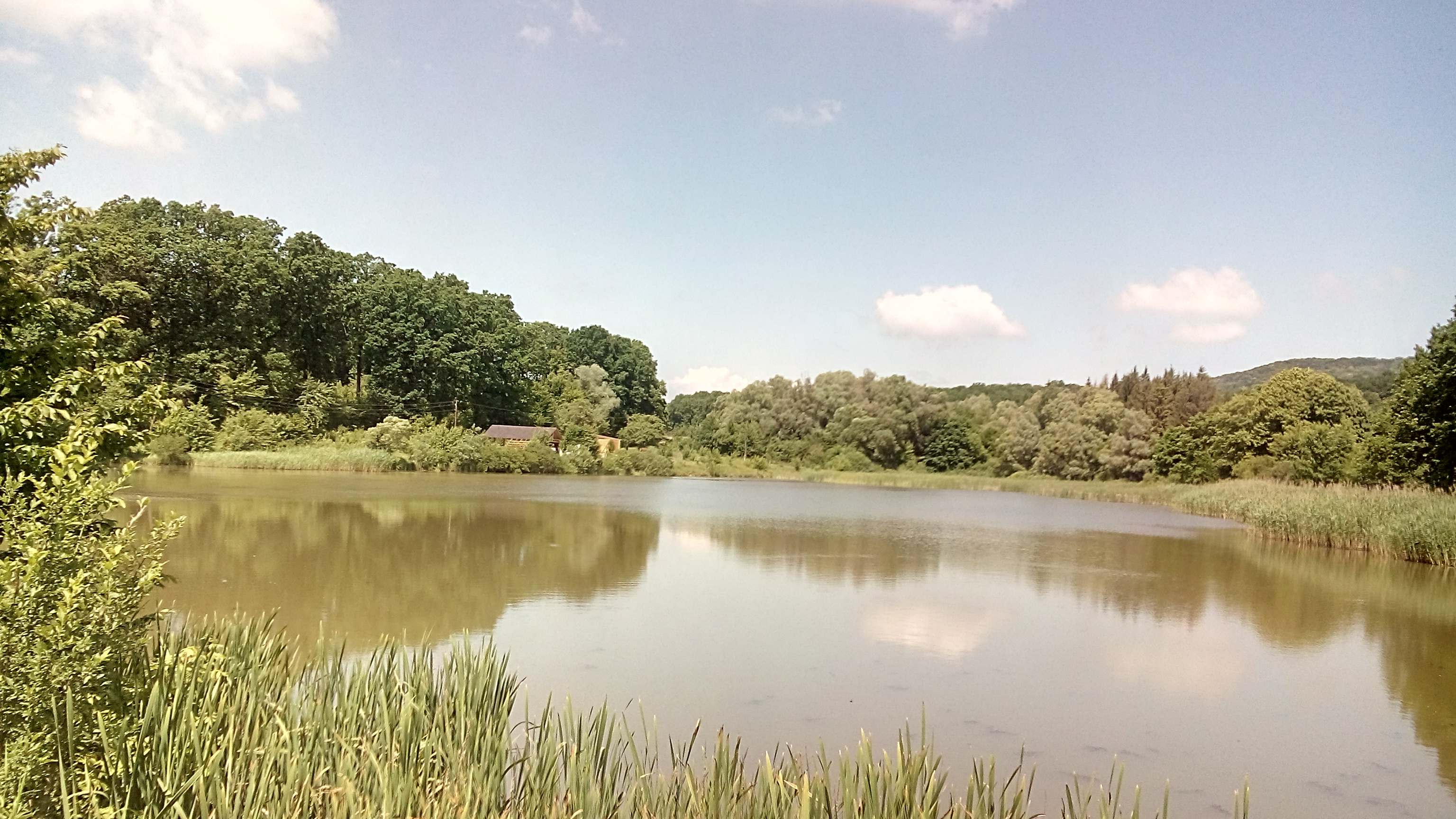
Lacul de lângă clădirile rezervației
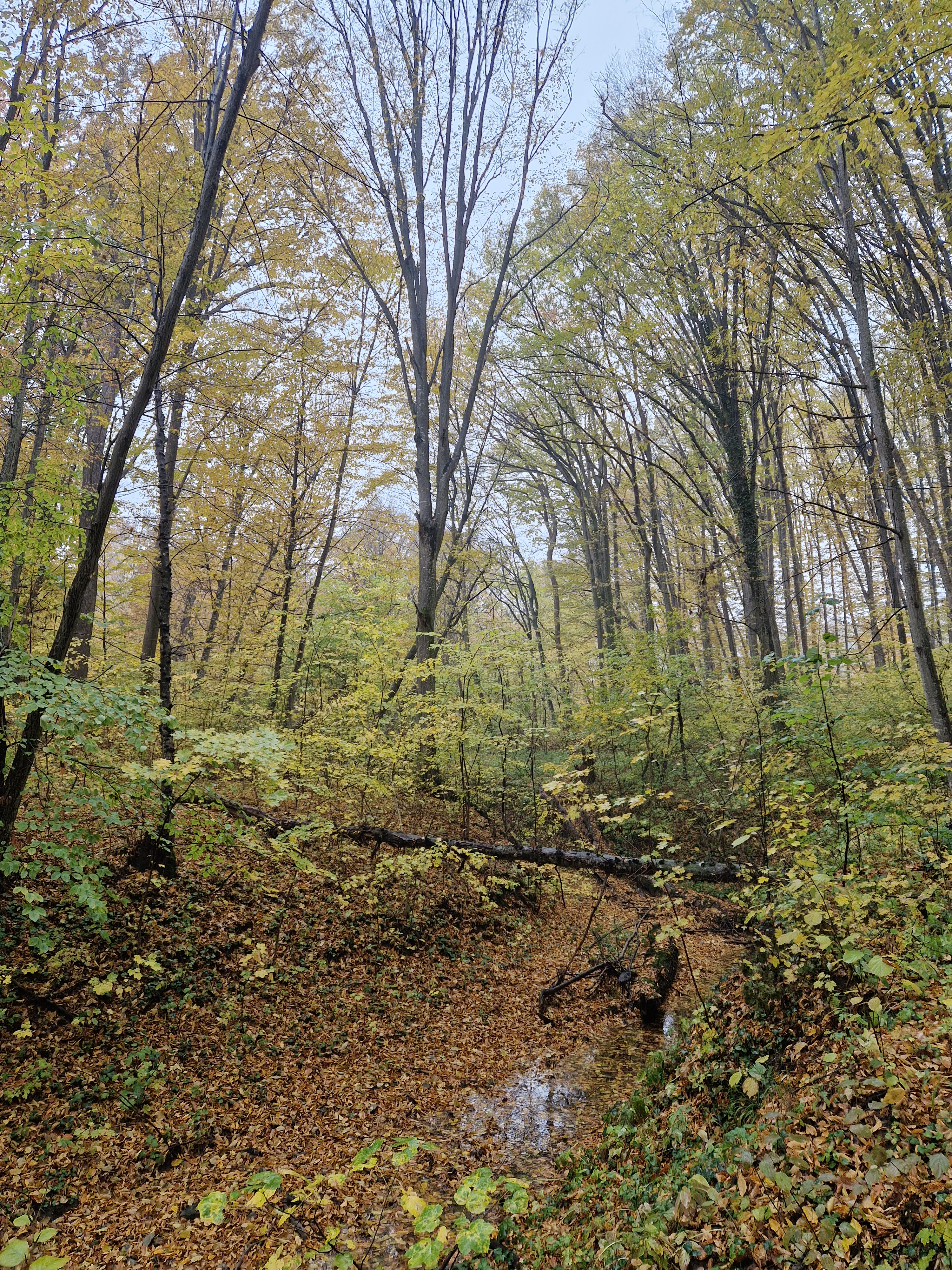
Mic curs de apă din rezervație.
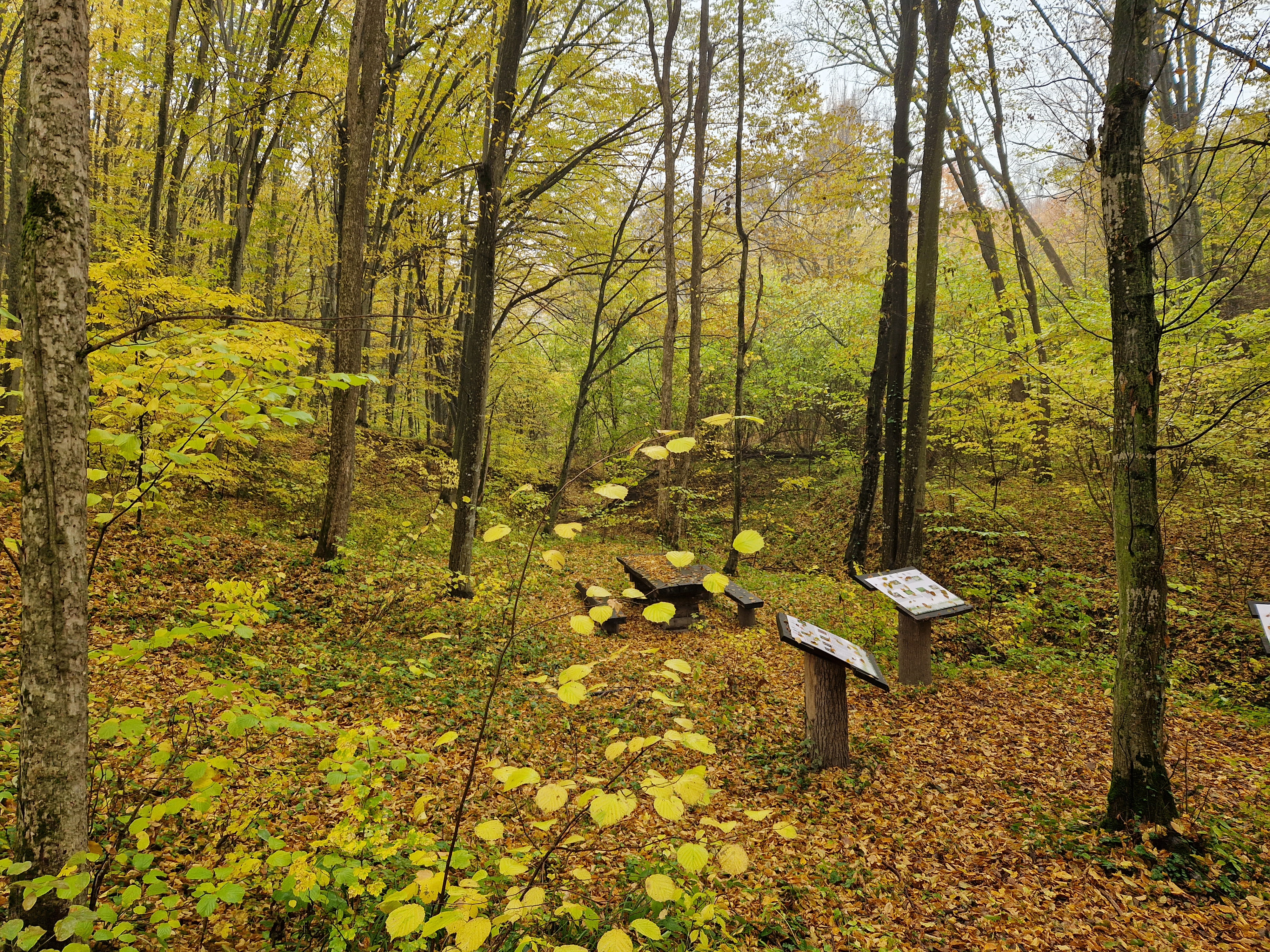
Panouri informative
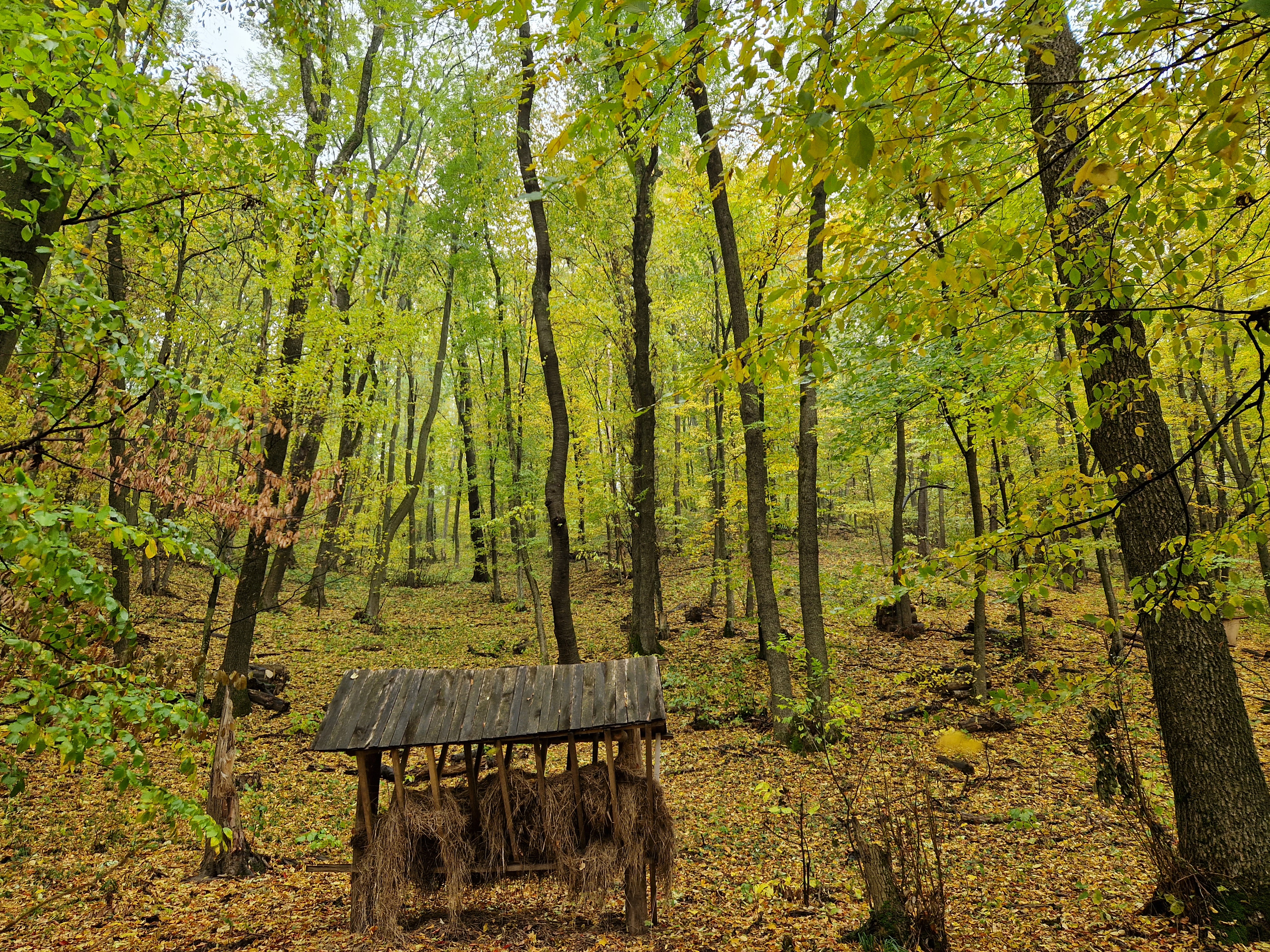
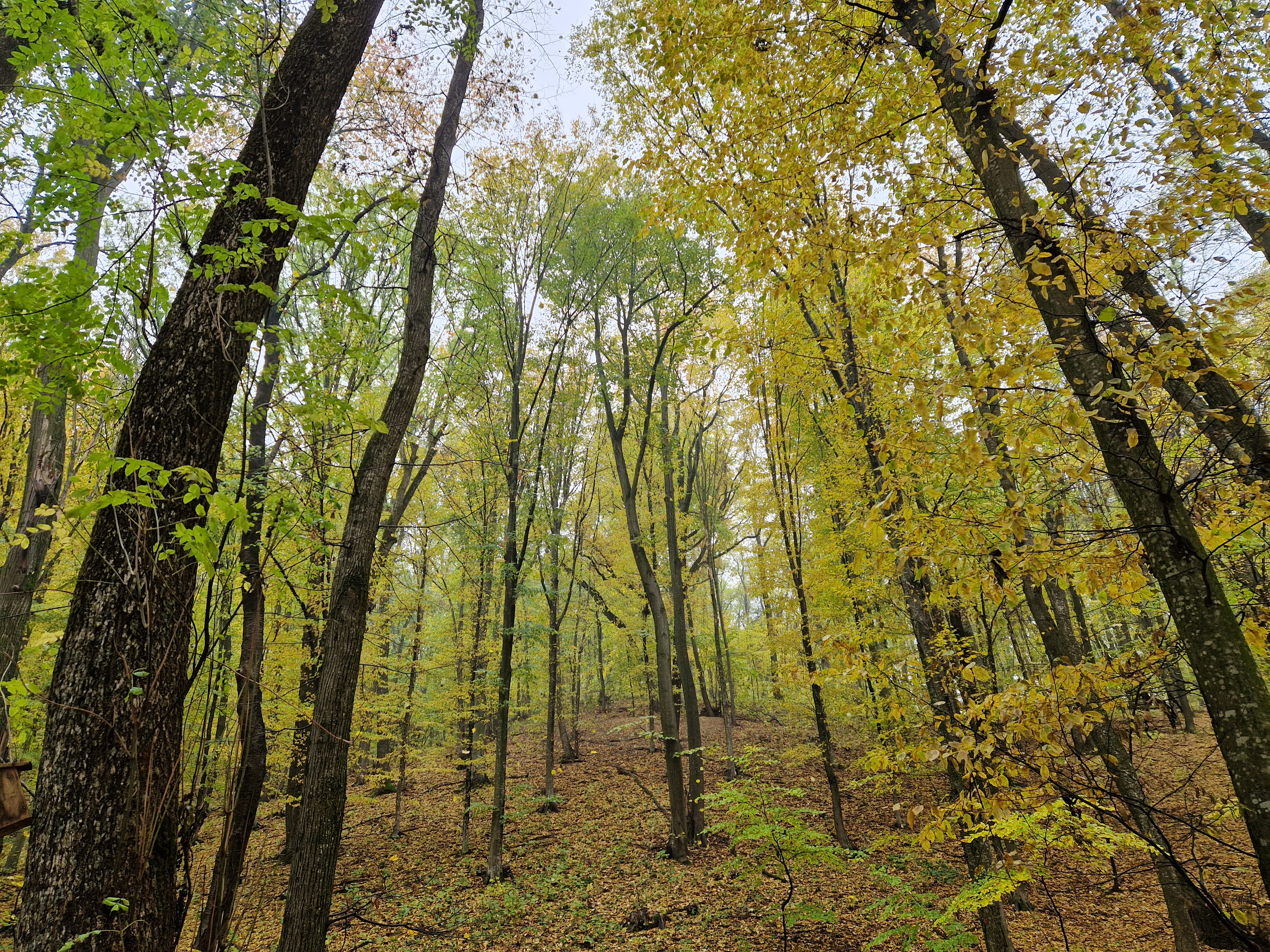
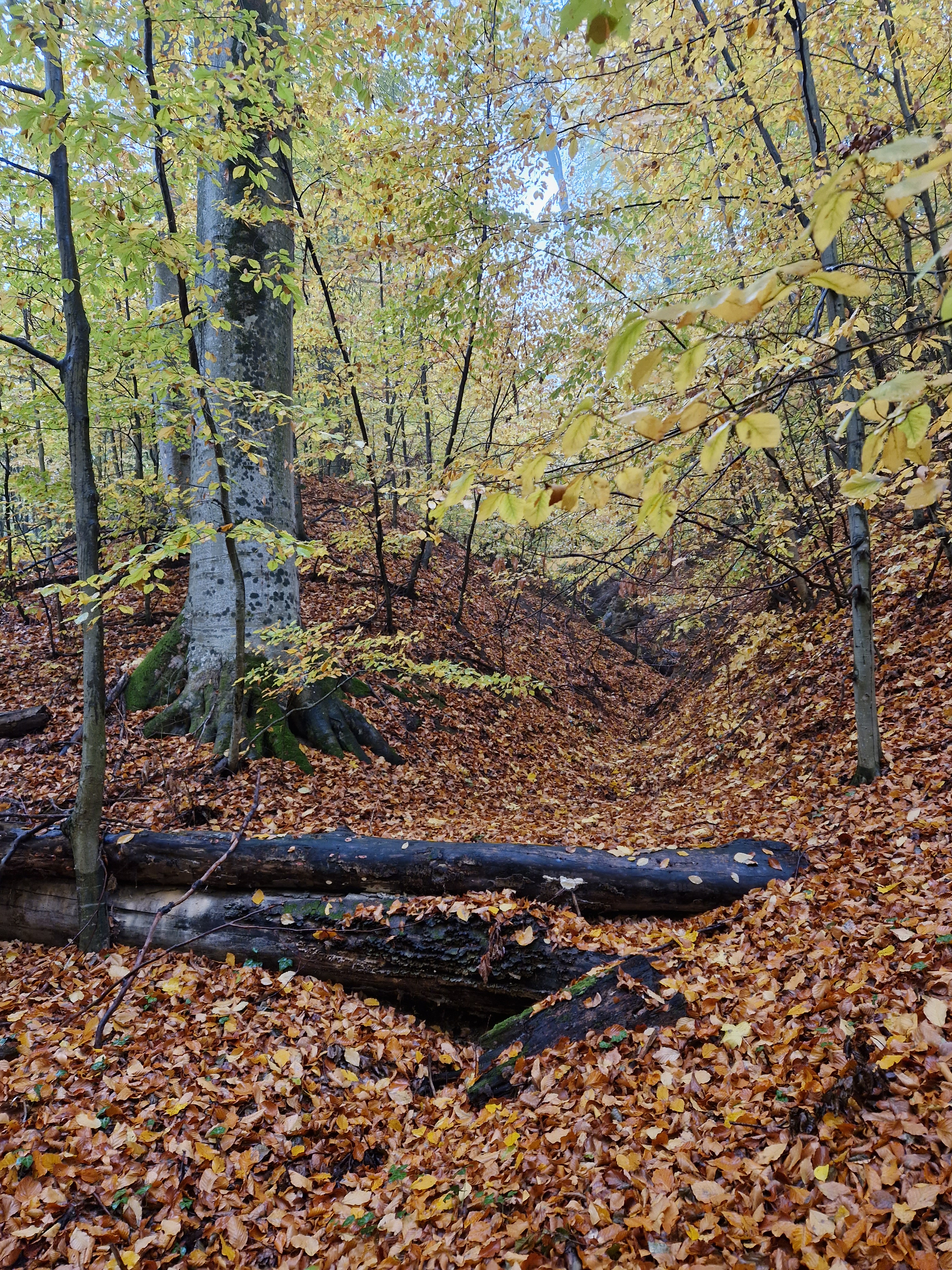
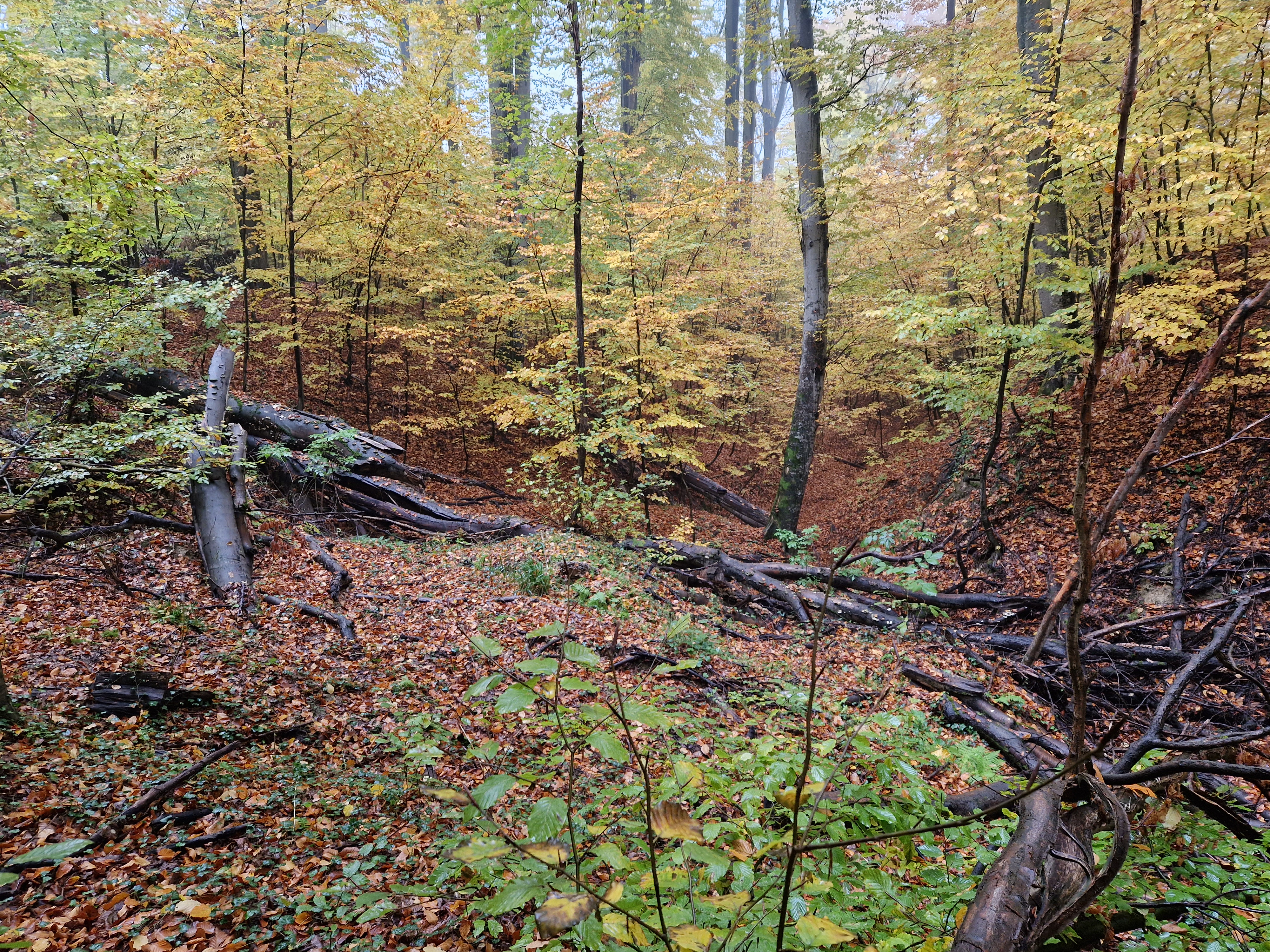
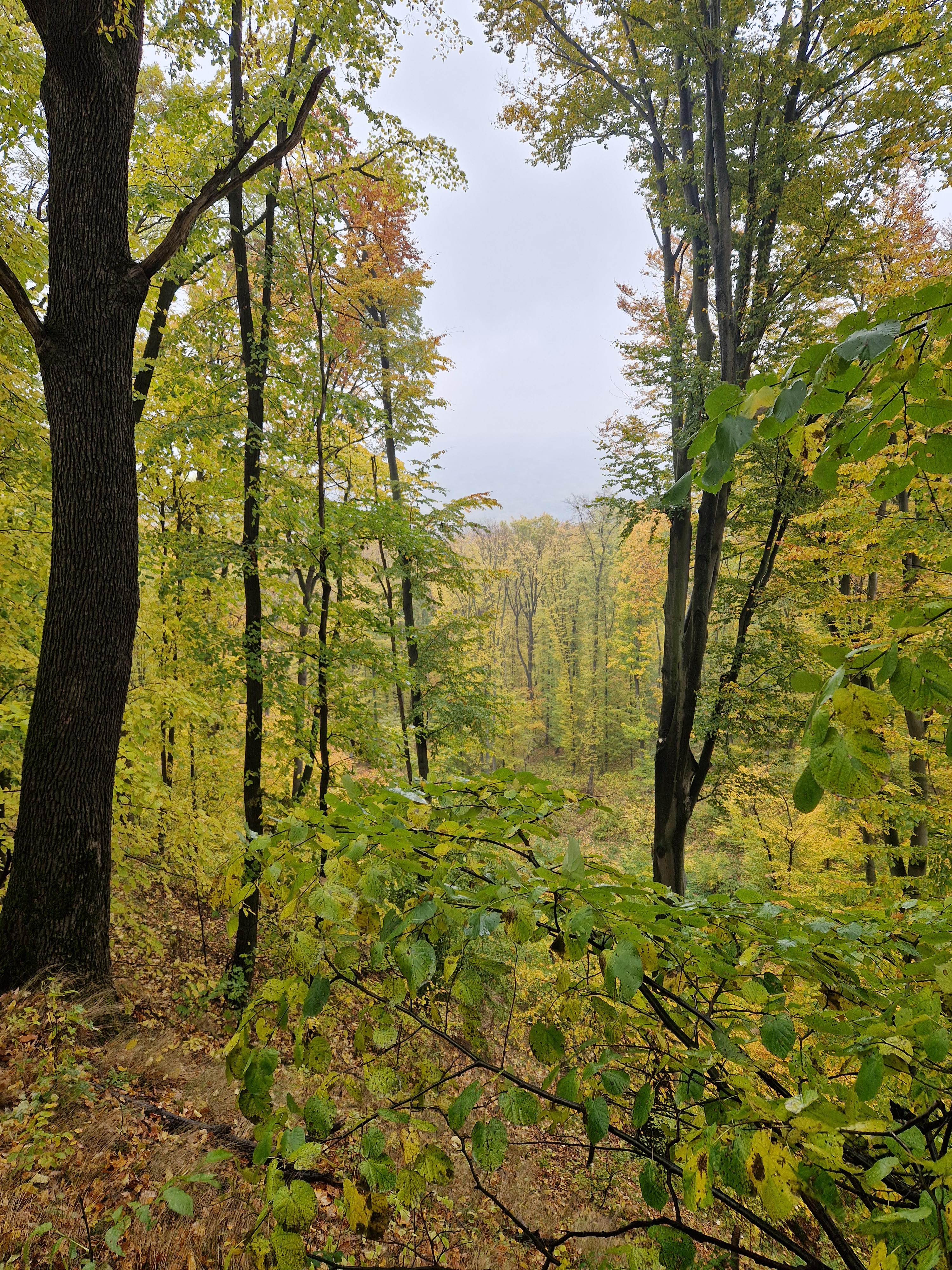
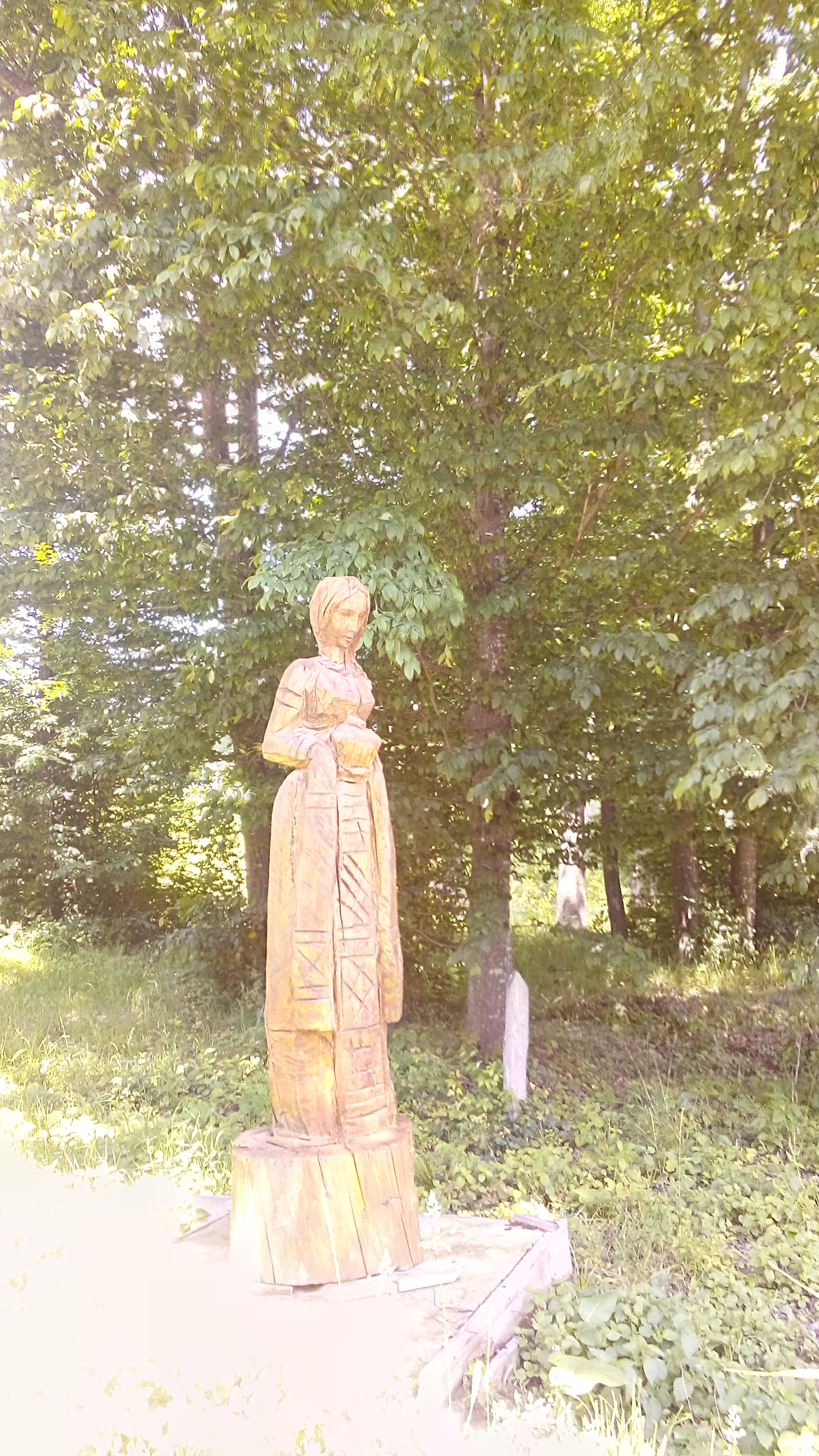
Sculptură de lemn
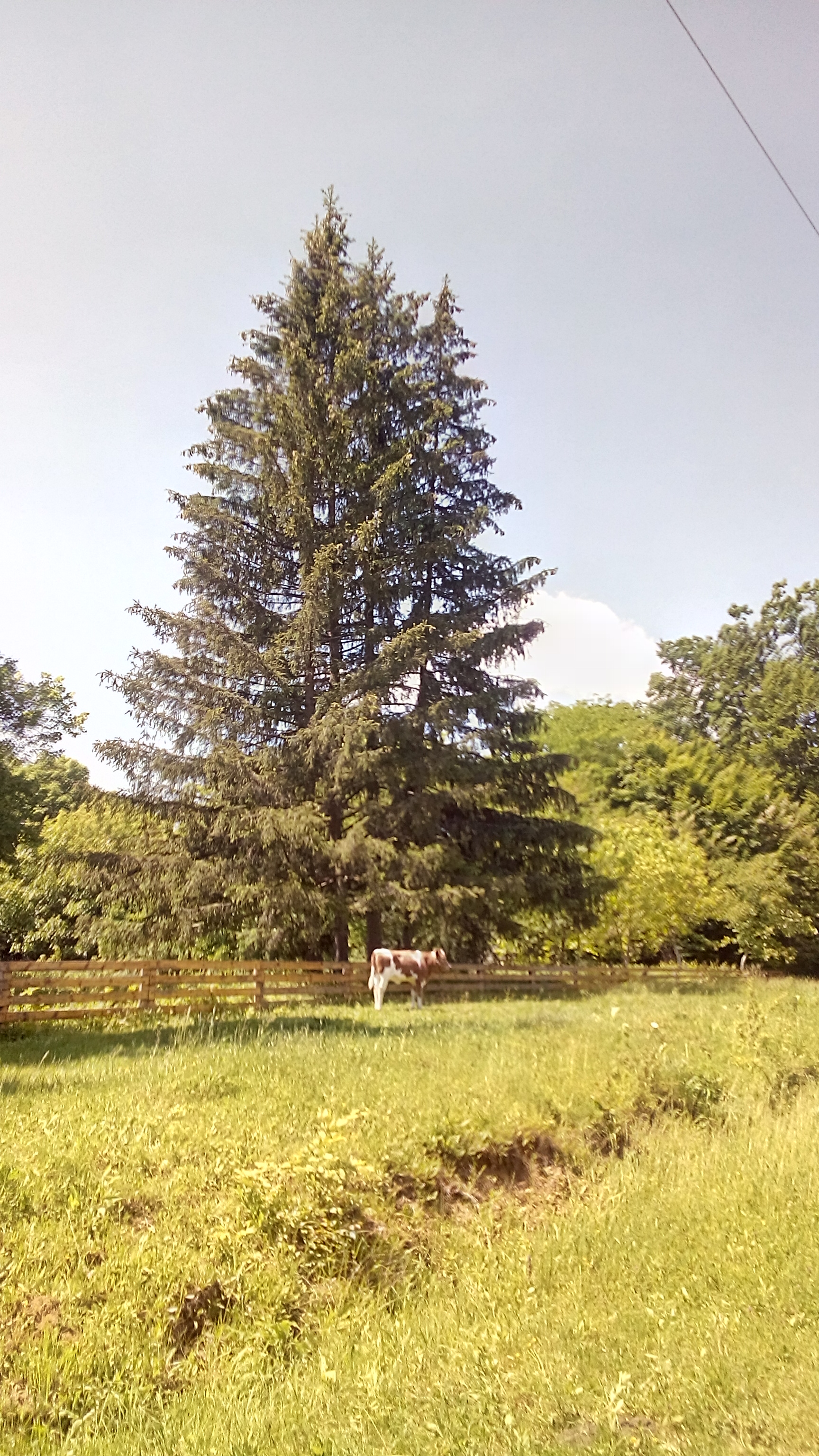
Vițel la păscut
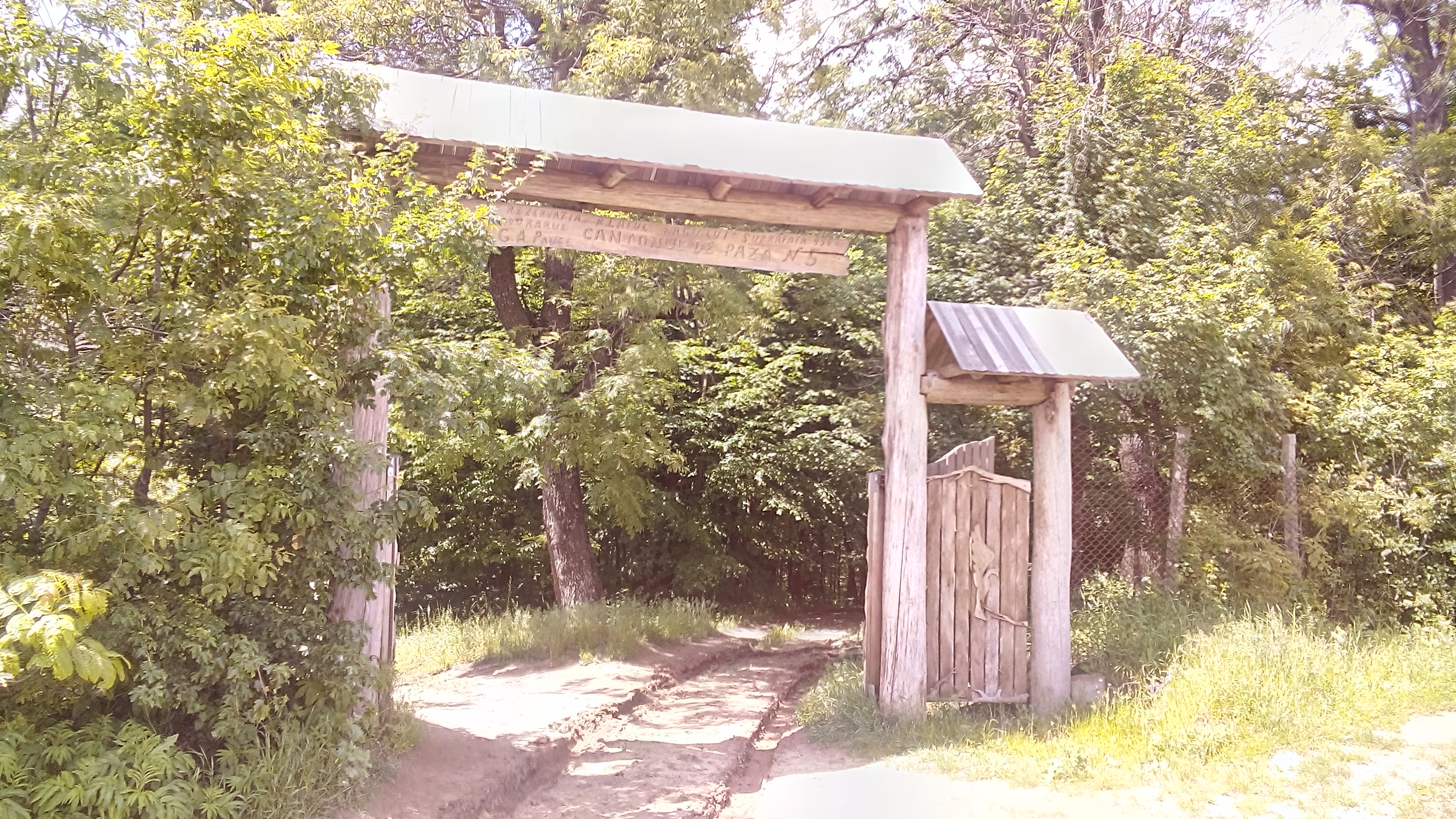
Canton silvic dinspre Vălcineț
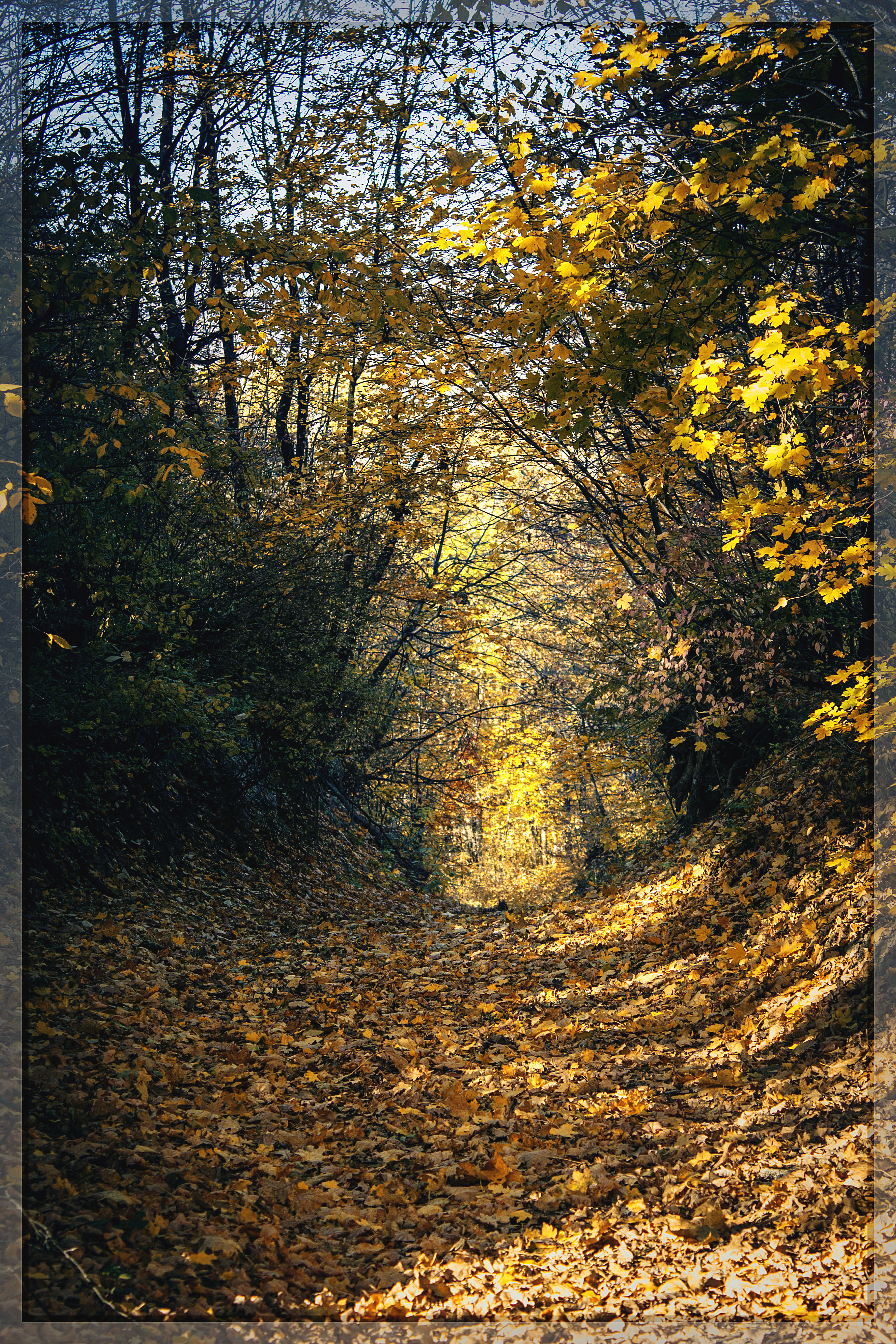
Un drum tomnatic prin rezervație
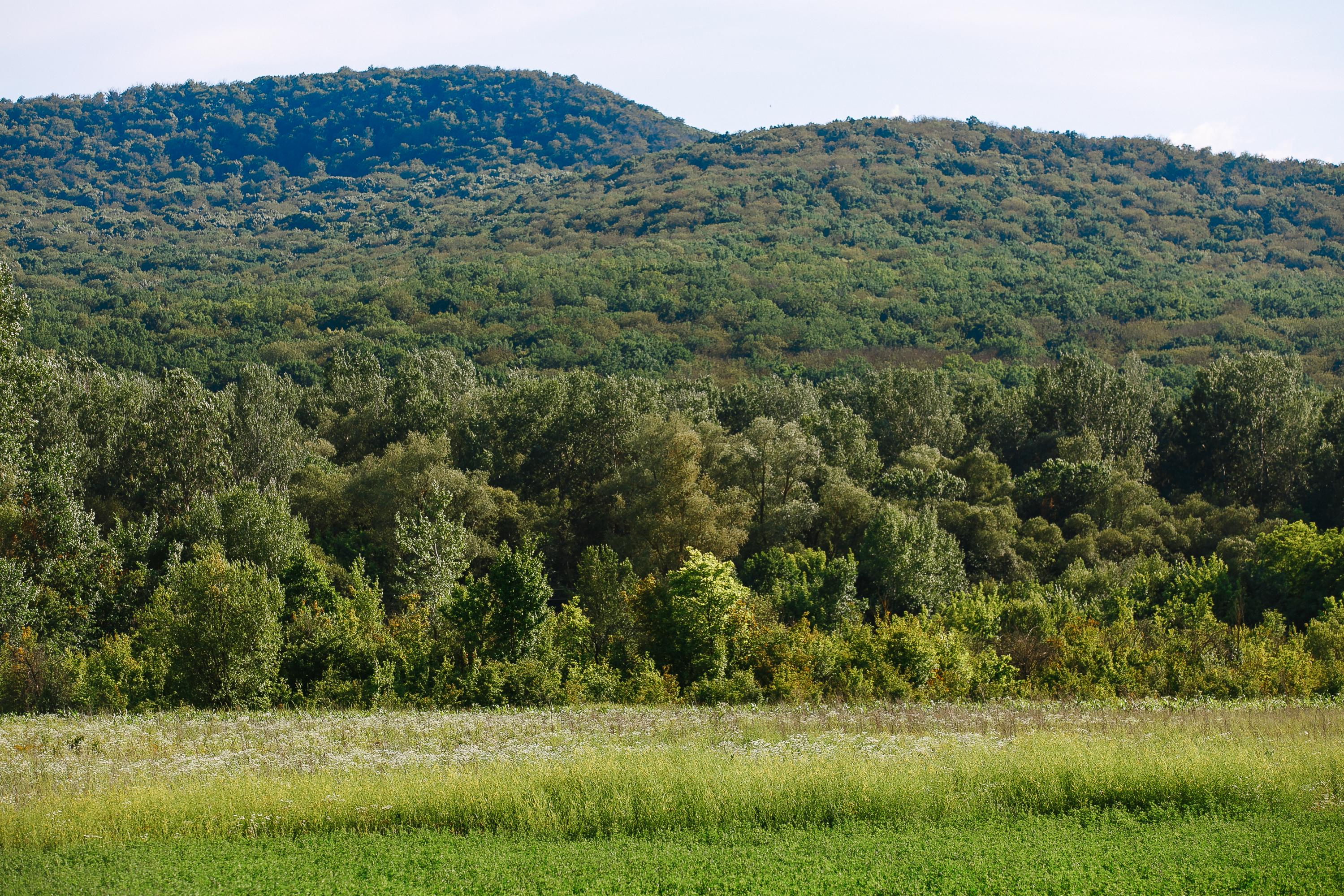
Vedere de pe traseul Chișinău–Ungheni
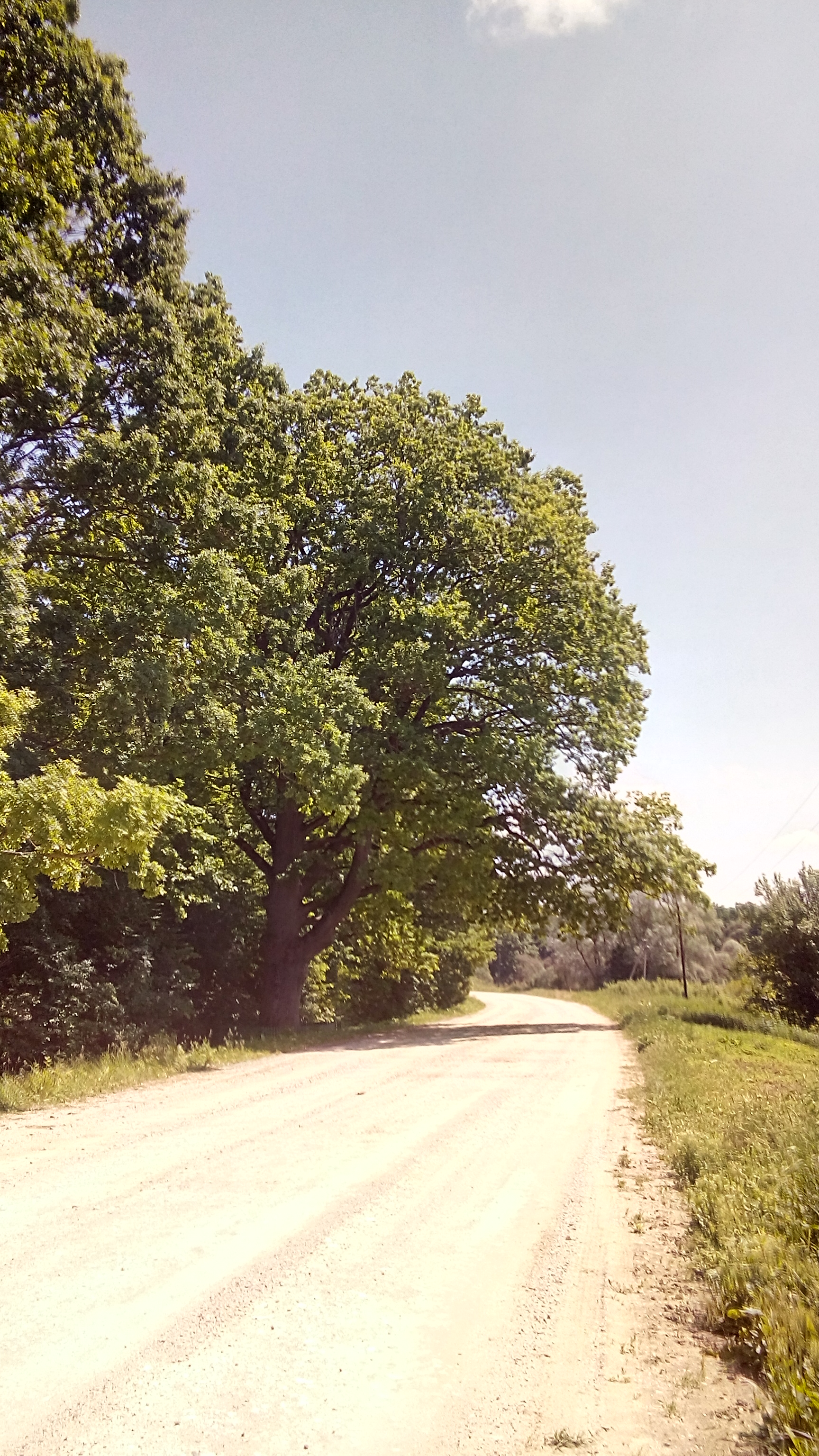
Stejar pedunculat ocrotit de stat
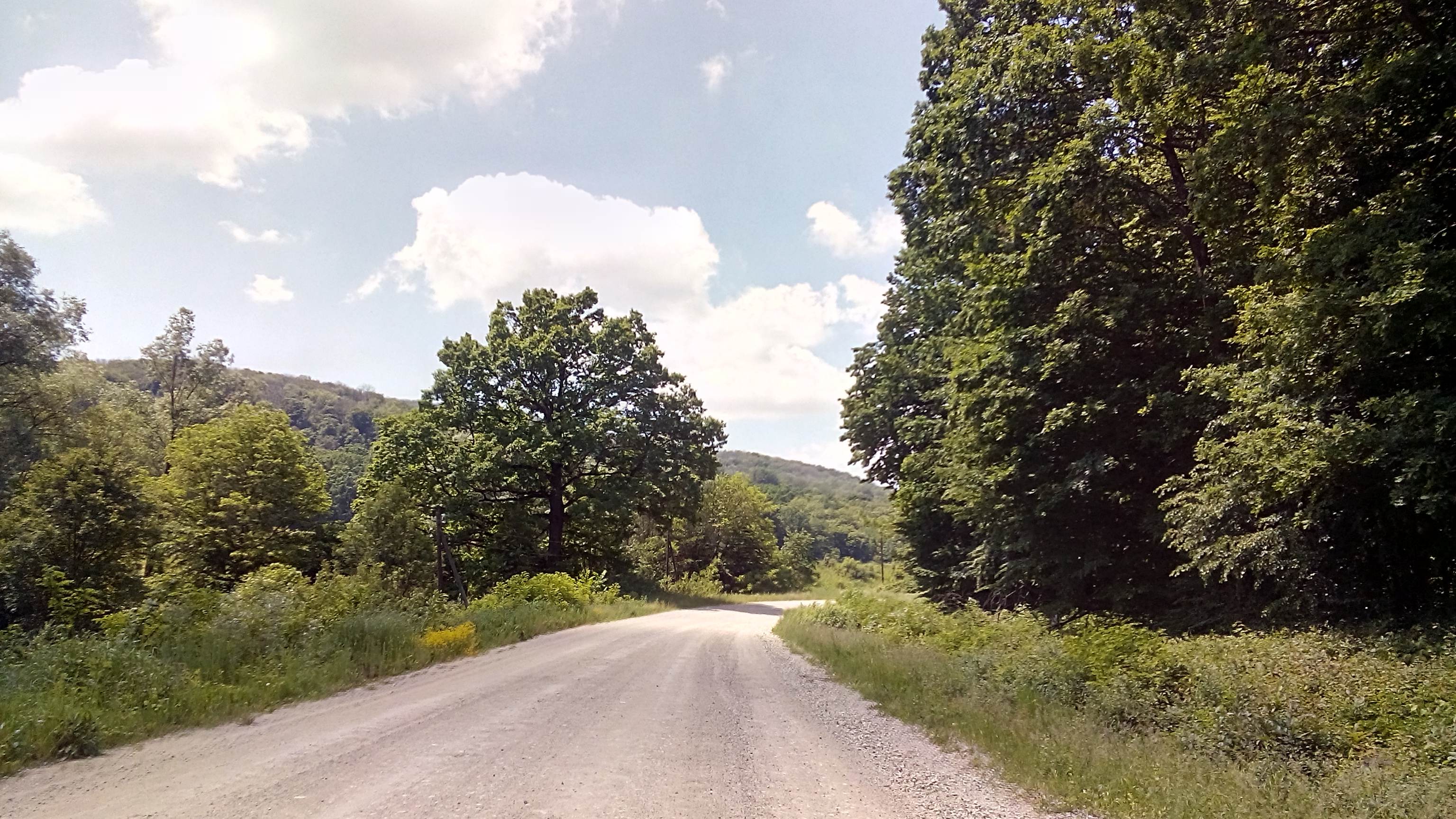
Alt stejar pedunculat
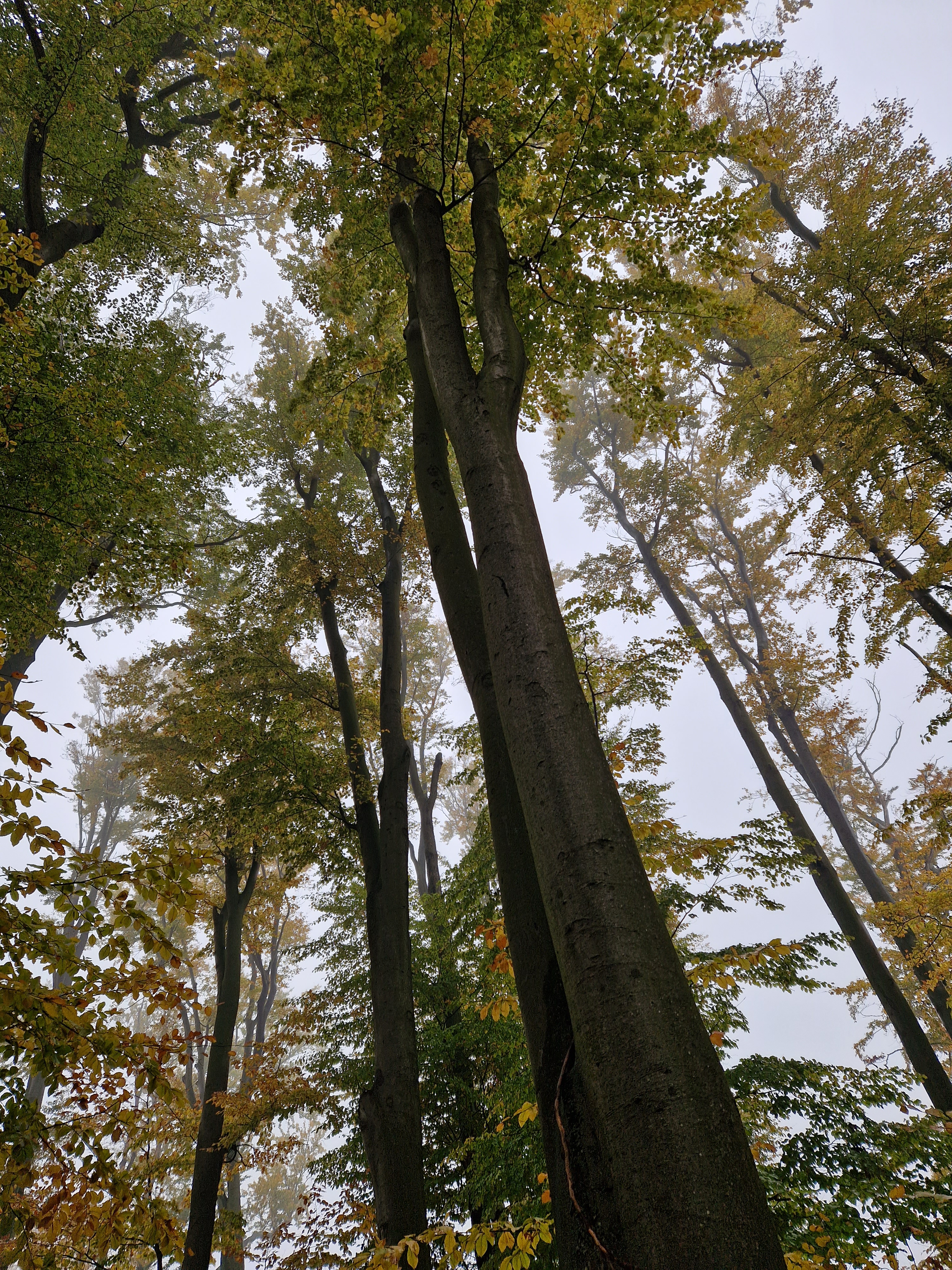
Fagi
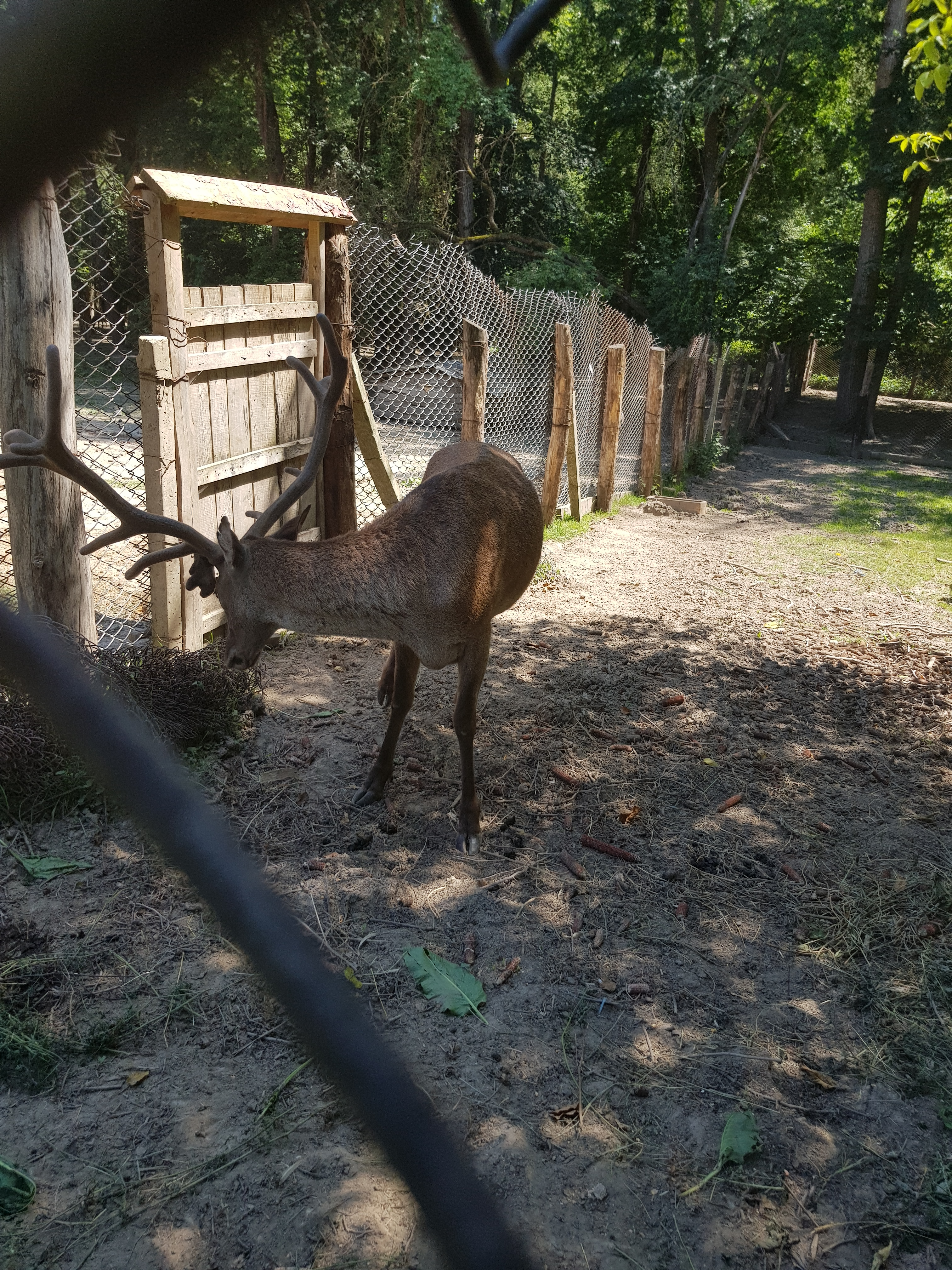
Cerb nobil din rezervație